# Mauro Naves
Mauro César Vieira Naves (Rio de Janeiro, 24 de junho de 1959) é um jornalista e estatístico brasileiro.
Com mais de 30 anos atuando no jornalismo esportivo, cobriu sete Copas do Mundo e três Jogos Olímpicos.
Atualmente, trabalha na Amazon Prime Video.

## Carreira
Nascido no Rio de Janeiro, aos 13 anos foi viver com a família em Brasília, com seu pai Mauro de Moura Naves, militar da Aeronáutica, e a mãe, Benedita Vieira de Moura Naves, professora e oficial da Justiça. Formou-se em Estatística pela Universidade de Brasília, mas no meio do curso, também foi estudar Comunicação Social.
Cinco anos depois de formado, fez um teste para repórter de Esportes na Globo em Brasília, onde começou a carreira em 1º de março de 1987, a principio, ainda conciliando com outro emprego na área de Estatística. Em sua primeira matéria em rede, entrevistou o então futuro presidente da República, Fernando Collor.
No dia 15 de setembro de 1989, começou no departamento de Esportes de São Paulo.
Saiu da Globo em 1992, para se dedicar a uma confecção de roupas com um primo. Acabou retornando em 1993, apresentando por seis meses o programa Pequenas Empresas, Grandes Negócios.
Na TV Globo, cobriu campeonatos de São Paulo, o Brasileirão, Copa do Brasil, Libertadores, Copa América, Mundial Interclubes, Olimpíadas, Copa do Mundo – a partir de 1998, na França –, além de outros esportes, principalmente Fórmula 1. Foi o repórter que fez a última matéria para a televisão, e para qualquer veículo, com o Ayrton Senna, em 1994. No SporTV, participava de programas de debate e entrevistas como comentarista.
Foi afastado da cobertura da Copa América em junho de 2019 pela Rede Globo após ter passado o telefone do pai de Neymar a José Edgar Cunha Bueno, ex-advogado de Najila Trindade, mulher que acusou Neymar Jr. de agressão e estupro. Após 31 anos, deixou a Globo em julho de 2019.
Foi anunciado como novo contratado do canal Fox Sports Brasil em 25 de fevereiro de 2020. Apenas três dias depois da estreia, comentou, ao lado de Téo José e Edmundo, a estreia do Palmeiras na Copa Libertadores, fora de casa contra os argentinos do Tigre, vencido por 2 a 0, agora como comentarista.
No inicio de 2024, com a aquisição da Fox pela Disney, passa a integrar o canal ESPN Brasil. Em abril de 2024, renova seu contrato com a emissora.

### Prêmios
Integra o Hall dos Notáveis do Troféu ACEESP (Associação dos Cronistas Esportivos do Estado de São Paulo), por chegar à conquista do Troféu em 10 ocasiões.
| Ano  | Prêmio                                                                     | Categoria             | Resultado | Ref.   |
| ---- | -------------------------------------------------------------------------- | --------------------- | --------- | ------ |
| 2001 | Troféu ACEESP (Associação dos Cronistas Esportivos do Estado de São Paulo) | Repórter de Televisão | Venceu    | [ 30 ] |
| 2002 | Troféu ACEESP (Associação dos Cronistas Esportivos do Estado de São Paulo) | Repórter de Televisão | Venceu    | [ 31 ] |
| 2005 | Troféu ACEESP (Associação dos Cronistas Esportivos do Estado de São Paulo) | Repórter de Televisão | Venceu    | [ 32 ] |
| 2006 | Troféu ACEESP (Associação dos Cronistas Esportivos do Estado de São Paulo) | Repórter de Televisão | Venceu    | [ 33 ] |
| 2007 | Troféu ACEESP (Associação dos Cronistas Esportivos do Estado de São Paulo) | Repórter de Televisão | Venceu    | [ 34 ] |
| 2008 | Troféu ACEESP (Associação dos Cronistas Esportivos do Estado de São Paulo) | Repórter de TV Aberta | Venceu    | [ 35 ] |
| 2011 | Troféu ACEESP (Associação dos Cronistas Esportivos do Estado de São Paulo) | Repórter de TV Aberta | Venceu    | [ 36 ] |
| 2012 | Troféu ACEESP (Associação dos Cronistas Esportivos do Estado de São Paulo) | Repórter de TV Aberta | Venceu    | [ 37 ] |
| 2013 | Troféu ACEESP (Associação dos Cronistas Esportivos do Estado de São Paulo) | Repórter de TV Aberta | Venceu    | [ 38 ] |
| 2014 | Troféu ACEESP (Associação dos Cronistas Esportivos do Estado de São Paulo) | Repórter de TV Aberta | Venceu    | [ 39 ] |

## Vida Pessoal
Em 2014, terminou o casamento de 18 anos com a atriz Patrícia Naves. Após três anos separado, o casal reatou em 2017.